# (5261) Эврика
(5261) Эврика (лат. Eureka) — небольшой троянский астероид Марса, расположенный в марсианской точке Лагранжа L5, движущийся по орбите в 60° позади планеты. Колебания расстояния достигают 0,3 а. е., при чём сам диапазон колебаний периодически смещается, например, в 1850 году диапазон колебаний лежал в промежутке от 1,5 а. е. до 1,8 а. е., в 2400 году он будет лежать в промежутке от 1,3 а. е. до 1,6 а. е. Он стал первым обнаруженным троянским астероидом Марса.

Орбита астероида Эврика и его положение в Солнечной системе
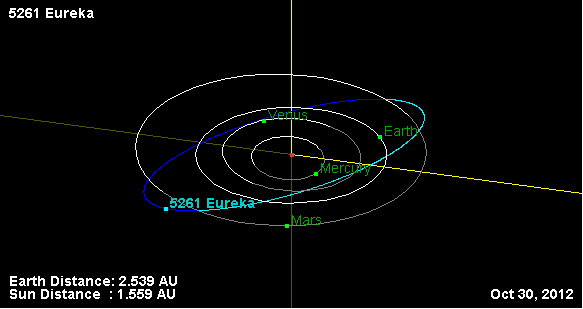
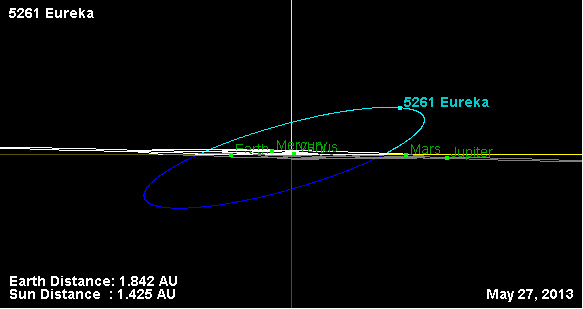
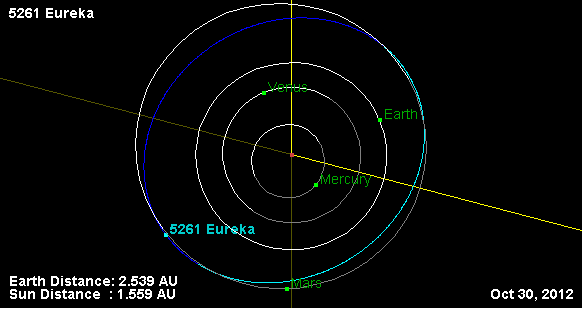

## Основные сведения
Минимальные расстояния до Земли, Венеры и Юпитера соответственно составляют от 0,5, 0,8 и 3,5 а. е. В процессе своего движения по орбите вслед за Марсом, с учётом вековой вариации, его среднее расстояние от Солнца изменяется от 1,5 — 1,8 а. е. около 1850 года, до 1,3 — 1,6 а. е. в 2040 году. Долгосрочное численное интегрирование показывает, что, несмотря на колебания астероида вокруг точки L5, его орбита является стабильной. Киммо А. Иннанен и Сеппо Миккола отметили, что 

«есть чёткое эмпирическое доказательство устойчивости движения астероидов вокруг точек L4 и L5 всех планет земной группы в течение нескольких миллионов лет»— IAUC 5075
.
Со времени открытия астероида Эврики, 20 июня 1990 года Дэвидом Лэви и Генри Хольтом в Паломарской обсерватории США, «Центр малых планет» признал ещё три других астероида, обнаруженных около Марса, как «марсианских троянцев»: (121514) 1999 UJ7 в точке L4, а также (101429) 1998 VF31 и 2007 NS2 в точке L5. Кроме того было обнаружено по меньшей мере ещё шесть астероидов (2001 FR127, 2001 FG24, 2001 DH47, (36017) 1999 ND43, 1998 QH56, (152704) 1998 SD4), движущихся в резонансе с Марсом 1:1, но пока не проявившие поведения, характерного для троянских астероидов.
Спектральные исследования в инфракрасном диапазоне этого астероида указывают на его принадлежность к спектральному классу A, но видимый спектр свидетельствует о наличии в его составе ангрита, разновидности ахондритных метеоритов, сложенный на 90 % и более авгитом. Этот тип астероидов обладает красноватым оттенком поверхности и умеренным альбедо. Астероид находится глубоко внутри стабильной зоны Лагранжа, то есть этот астероид, скорее всего, сформировался на этой орбите и находился там на протяжении большей части истории Солнечной системы, а не прилетел из главного пояса астероидов.
Название происходит от греческого выражения радости при совершении открытия.